# Megaselia pederseni
Megaselia pederseni is een vliegensoort uit de familie van de bochelvliegen (Phoridae). De wetenschappelijke naam van de soort werdvoor het eerst geldig gepubliceerd in 2019 door Disney en Bøggild.